# ماركو روسي (مواليد 1978)
ماركو روسي (بالإيطالية: Marco Rossi)‏ لاعب كرة قدم إيطالي يلعب حاليا لصالح نادي الدرجة الأولى جنوى الإيطالي منذ 2004 في مركز الوسط المحوري .

## روابط خارجية
- ماركو روسي على موقع قاعدة بيانات كرة القدم.إي يو (الإنجليزية)
- ماركو روسي على موقع ليكيب (الفرنسية)
- ماركو روسي على موقع Soccerway.com (الإنجليزية)
- ماركو روسي على موقع عالم كرة القدم.نت (الإنجليزية)
- ماركو روسي على موقع كووورة
- ماركو روسي على موقع AS.com (الإسبانية)